# Присово
Присово (болг. Присово) — село в Болгарии. Находится в Великотырновской области, входит в общину Велико-Тырново. Население составляет 728 человек (2022).

## Политическая ситуация
В местном кметстве Присово, в состав которого входит Присово, должность кмета (старосты) исполняет Малина Темелкова Попова (Национальное движение «Симеон Второй» (НДСВ)) по результатам выборов правления кметства.
Кмет (мэр) общины Велико-Тырново — Румен Рашев (независимый) по результатам выборов в правление общины.